# Краковский, Евсей Борисович
Евсей Борисович Краковский (30 октября 1932 — 4 апреля 2022) — советский и российский металлург-литейщик, организатор производства. Главный инженер КамАЗа, директор ВНИИЛИТМАШ. Лауреат Премии Совета Министров СССР, награждён орденами и медалями.

## Биография
Родился 30 октября 1932 года.
В 1955 году окончил Московский институт стали и сплавов. После окончания вуза работал на ЗИЛе, где выполнил ряд работ в области ваграночной плавки, имеющих большое научное и практическое значение. В 1968 году защитил кандидатскую диссертацию.
12 лет (с 1969 по 1981 гг.) Е. Б. Краковский отдал Литейному заводу КамАЗа. Вместе с группой советских и американских специалистов работал над его проектированием, два года провел в США на стажировке. С 1975 года осуществлял в г. Набережные Челны техническое руководство металлургическим производством КамАЗа. В итоге литейное предприятие было введено в строй, имея освоенную мощность более 600 тысяч тонн отливок в год.
За активное участие в сооружении первой и второй очередей КамАЗа Е. Б. Красовский был награжден орденами Трудового Красного Знамени и Октябрьской Революции. В 1975—1981 годах — главный инженер, заместитель генерального директора Камского автозавода по металлургии.
С 1984 г. по 1995 г. руководил НПО «Научно-исследовательский институт литейных машин, материалов и технологии» (НИИИТМАШ). На этой должности в 1991 году был удостоен Премии Совета Министров СССР — «за создание и внедрение в промышленность автоматических быстропереналаживаемых литейных линий из унифицированных элементов». В период его директорства ВНИИЛИТМАШем были развиты многие технологические направления: новые формовочные материалы для песчано-бентонитовых и химически твердеющих смесей, регенерация формовочных смесей, модифицирование и фильтрация чугунов, очистка отливок.
Последние годы трудовой деятельности Е. Б. Краковский работал техническим директором ОАО «Литаформ».
Умер 4 апреля 2022 года. Похоронен в Москве на Кунцевском кладбище.

## Признание
- Орден Трудового Красного Знамени
- Орден Октябрьской Революции
- Премия Совета Министров СССР